# Fjord Dickson
Pour les articles homonymes, voir Dickson.
Le fjord Dickson, en danois Dicksons Fjord, est un fjord du Groenland situé dans l'est de l'île, dans la terre du roi Christian X. Il constitue une ramification du fjord du Roi Oscar qui s'ouvre sur la mer du Groenland, dans l'océan Arctique.

## Histoire
Le 16 septembre 2023 et pendant les jours suivants, deux types d'ondes sismiques d'origine inconnue sont détectés en provenance de la côte orientale du Groenland,. Après analyses des ondes par des sismologues, des reconnaissances à la station militaire SIRIUS sur l'île Ella toute proche du fjord et des analyses d'images satellites de la région permettant d'identifier le lieu de l'évènement, le scénario d'un mégatsunami est reconstitué,. Le 16 septembre, un glissement de terrain sur une montagne et qui emporte également un morceau de glacier frappe les eaux du fjord,. Une vague de 200 mètres de hauteur se forme alors et elle atteint environ 60 mètres de hauteur sur dix kilomètres de cette partie du fjord,. Les ondes sismiques enregistrées correspondent dans un premier temps au glissement de terrain et dans un second temps à la seiche qui persiste pendant une semaine dans les eaux environnantes. La région étant inhabitée, le phénomène n'est pas observé et les seuls dégâts sur les installations humaines le sont à la station SIRIUS alors inoccupée car fermée pour hivernage,.